# Johannes Rotlöben

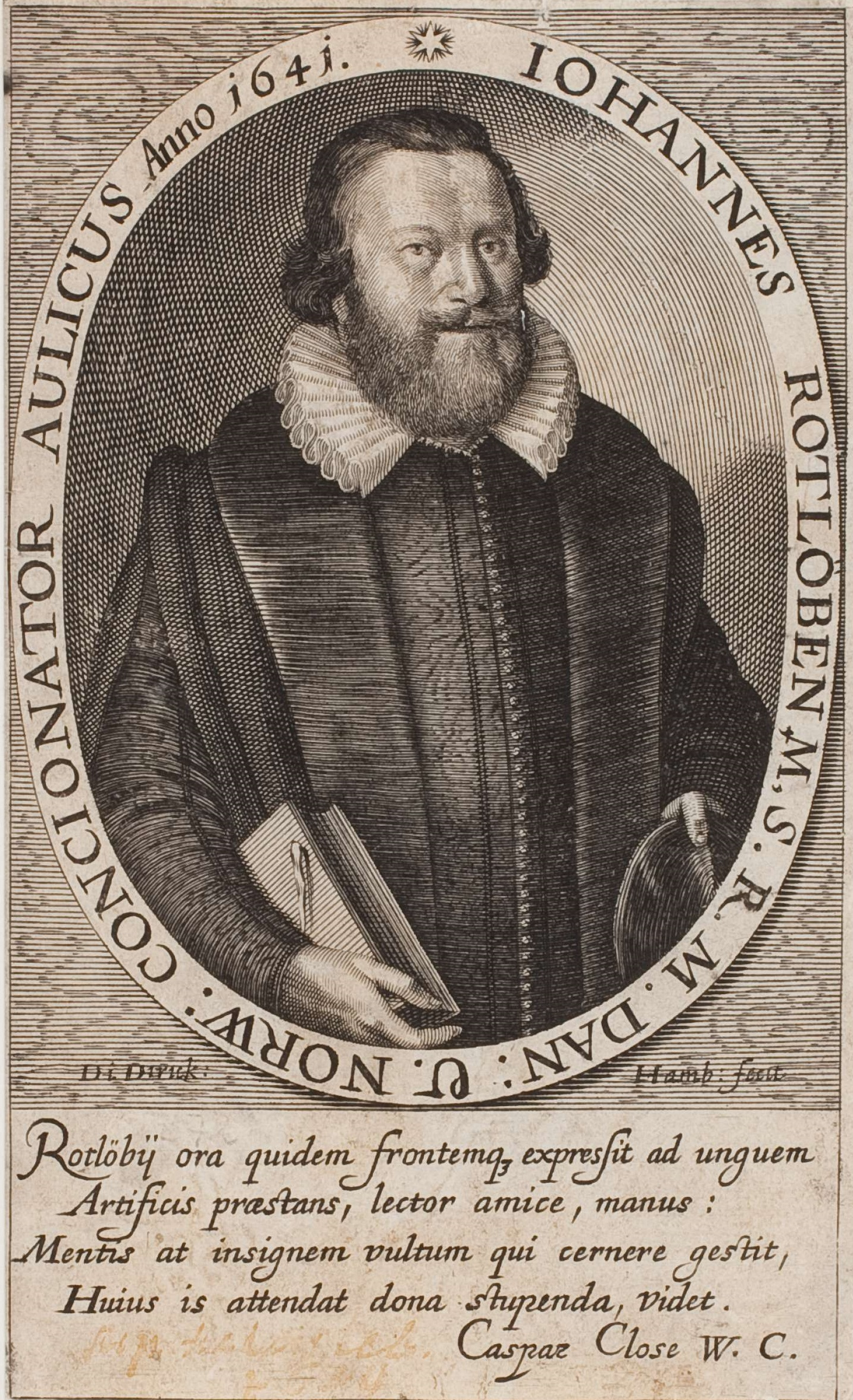
Johannes Rotlöben (1641) gestochen von Dirk Diricks

Johannes Rotlöben (* 4. August 1593 in Wittenberg; † 22. März 1649 in Hadersleben) war ein lutherischer Geistlicher.

## Leben
Johannes Rotlöben wuchs in Wittenberg auf, wo er nach dem Schulbesuch sein Universitätsstudium aufnahm und abschloss. 1622 wurde er Seelsorger von Anna von Preußen, der Witwe des brandenburgischen Kurfürsten Johann Sigismund. Er betreute als Hofprediger die Tochter der beiden, Prinzessin Maria Eleonora von Brandenburg als Königin von Schweden und war gleichzeitig Pastor der deutschen Gemeinde in Stockholm bis 1639. Er kehrte nach Deutschland zurück und trat in die Dienste des Erzbischofs von Bremen, Herzog Friedrich von Dänemark, 1642 wurde er von Bremervörde als Schlossprediger und Propst der Propstei Pinneberg nach Glückstadt berufen.
In Glückstadt hatte er schriftstellerische Auseinandersetzungen mit dem hier lebenden, vormaligen Durlacher Generalsuperintendenten Isaac Föckler und dem von diesem auch in den Elbmarschen propagierten Sophronismus, einer Form des Sozinianismus. Bei Andreas Koch in Glückstadt erschien seine Geistliche Rüstkammer, ein drei Bände umfassendes Erbauungsbuch im Oktavformat mit einem Umfang von circa 1300 Seiten.
1643 wurde er Pastor und Professor der Sorø Akademi. Von dort wurde er 1646 als Propst, Schlossprediger und Konsistorialdirektor an die Marienkirche Hadersleben versetzt, wo er 1649 verstarb. Sein Kollege Stephan Klotz hielt ihm die Leichenpredigt.